# Žalmy III. – Pozvedám své oči k horám
Žalmy III. – Pozvedám své oči k horám je sedmé studiové album skupiny Oboroh vydané v roce 2011. Po 18 letech jde o třetí album skupiny, které se věnuje zhudebněným biblickým Žalmům. Předchozí album Spatřujeme světlo – Žalmy 2 bylo vydáno v roce 1993. Texty Žalmů jsou převzaty z českého ekumenického překladu.

## Seznam písní
1. Žalm 65 (Ztišením se sluší Tebe chválit) – 1:20
2. Před branou (instrumentální) – 2:39
3. Žalm 19 (Nebesa vypravují o Boží slávě) – 4:12
4. Žalm 88 (Hospodine Bože, má spáso) – 3:04
5. Žalm 127 (Nestaví-li dům Hospodin) – 2:04
6. Žalm 17/104 (Chvalte Hospodina, všechny národy) – 2:13
7. Žalm 62 (Jen v Bohu se ztiší duše má) – 3:49
8. Žalm 22 (Bože můj, Bože můj, proč jsi mě opustil) – 4:13
9. Žalm 47 (Lidé všech národů, tleskejte v dlaně) – 2:23
10. Žalm 90 (Panovníku, u Tebe jsme měli domov) – 4:27
11. Žalm 121 (Pozvedám své oči k horám) – 2:24

## Obsazení
- Slávek Klecandr – zpěv (4,6,7,8,11), elektrická kytara (2,4,5,8,9,10), akustická kytara (3,6,7,8,11)
- Roman Dostál – zpěv (4-8,10), klávesy (1-11), perkuse (3,5,6,8,9)
- Jaroslav Jetenský – zpěv (1,5), baskytara (2-10), sbor (3,9)
- Libor Ježek – bicí (2-10), sbor (3,9)